# Uwe Seeler
Uwe Seeler (Amburgo, 5 novembre 1936 – Norderstedt, 21 luglio 2022) è stato un calciatore e dirigente sportivo tedesco, di ruolo attaccante o centrocampista.
Considerato come uno dei più forti attaccanti della storia del calcio tedesco, occupa la 45ª posizione nella speciale classifica dei migliori calciatori del XX secolo pubblicata dall'IFFHS.

## Carriera

### Calciatore

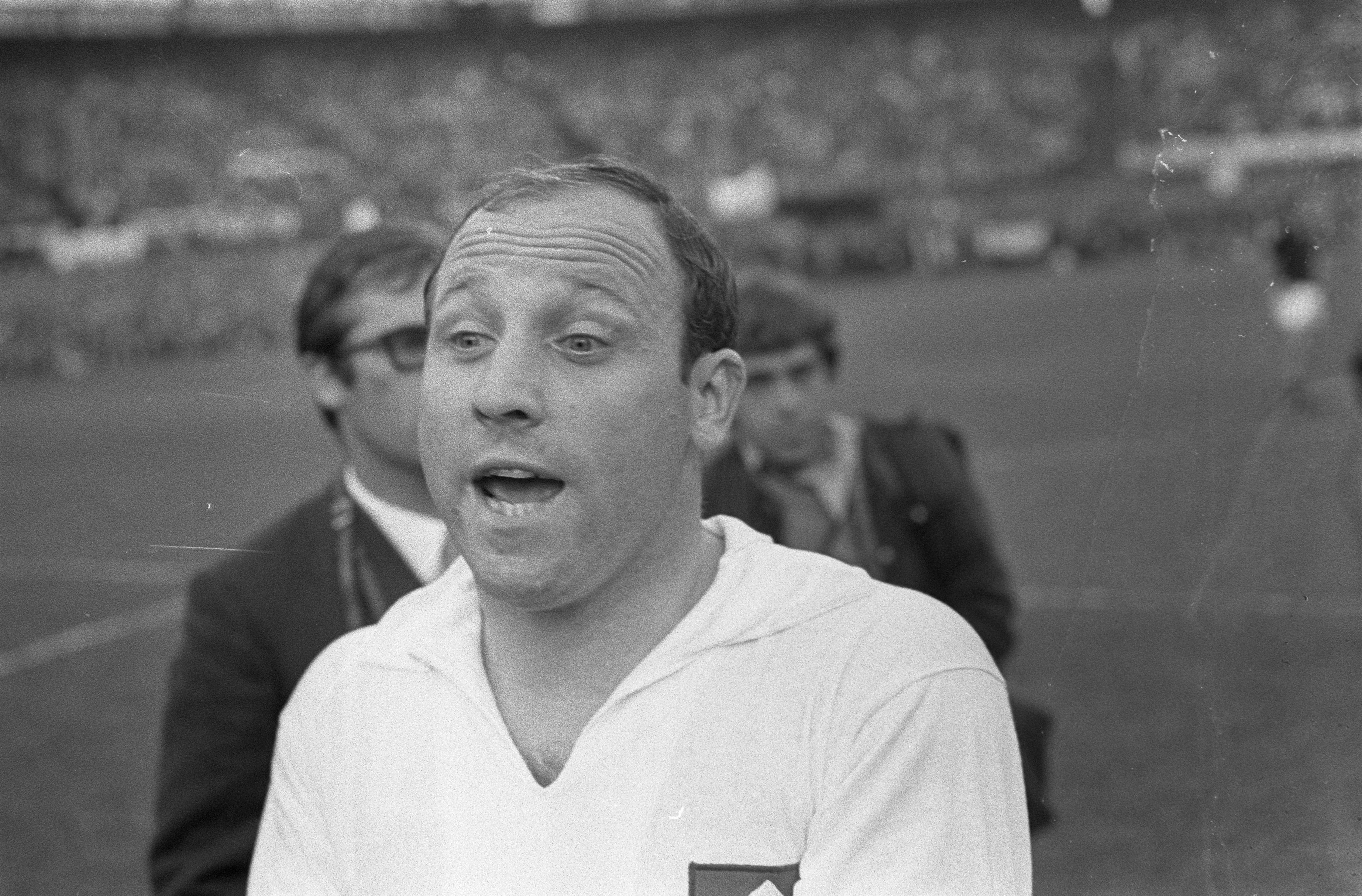
Seeler nel 1968 al de Kuip di Rotterdam la sera della finale di Coppa delle Coppe persa contro il

Figlio dell'ex calciatore dell'Amburgo Erwin Seeler (1910-1997), Uwe venne introdotto nelle giovanili della squadra anseatica nel 1946 dividendo gli allenamenti con il lavoro in officina. Soprannominato Der Dicke ("il Grosso") a causa del suo fisico, esordì in prima squadra a soli 16 anni nel 1953 e si rivelò ben presto una colonna portante della squadra, divenendo un attaccante dalle elevate medie realizzative.
Nel 1960 trascinò con i suoi gol l'Amburgo al terzo titolo nazionale della sua storia, conquistato battendo il Colonia nella finale, in cui realizzò una doppietta. Nello stesso anno venne eletto calciatore tedesco dell'anno (titolo che replicherà nel 1964 e nel 1970) e si classificò terzo nella classifica del Pallone d'oro, alle spalle del vincitore Suárez e di Puskás, attirando su di sé le attenzioni dei maggiori club d'Europa.

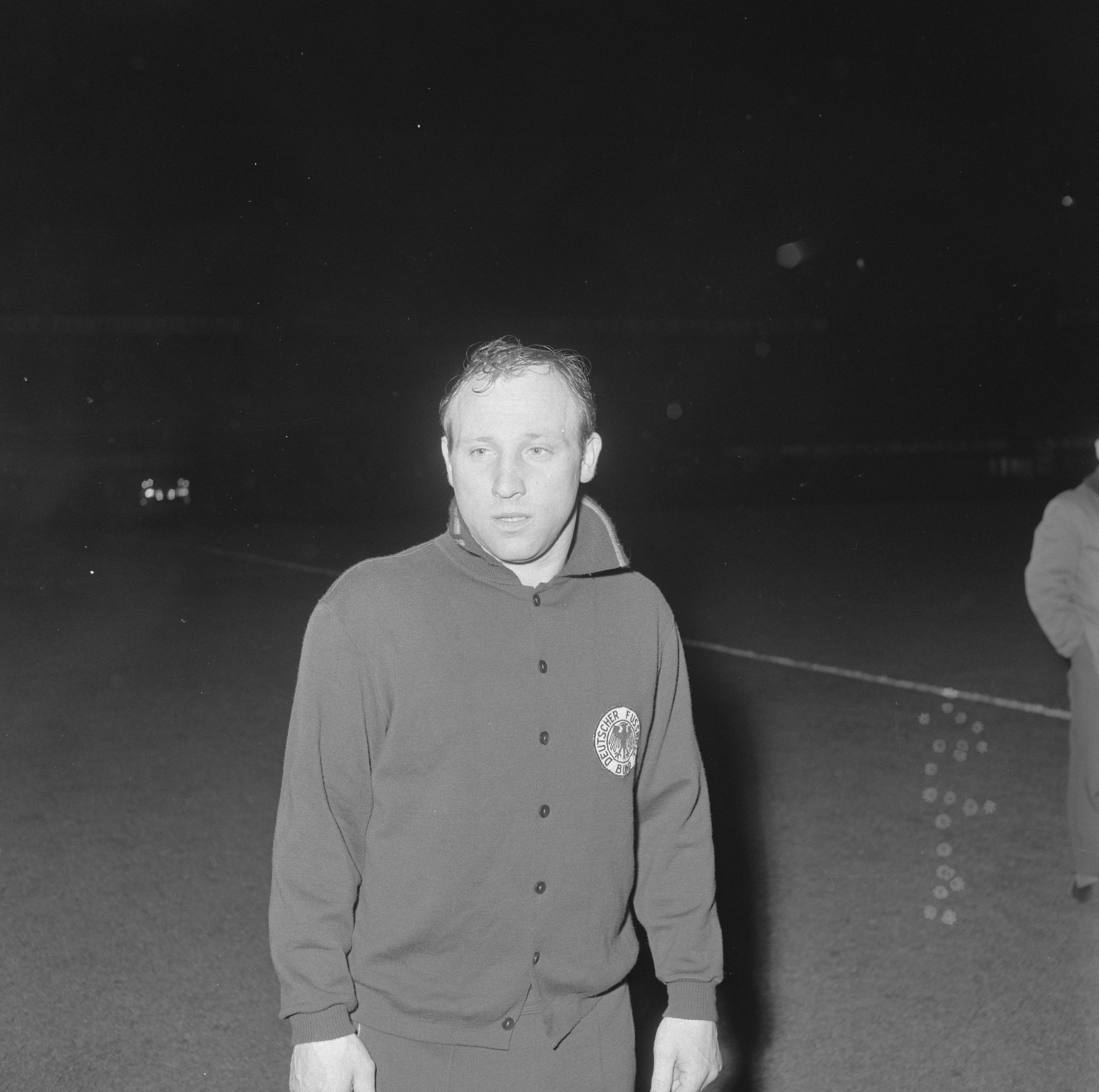
Seeler nel 1966 con la tuta da allenamento della Germania Ovest

Per 72 volte ha vestito la maglia della nazionale tedesca occidentale. Ha partecipato a quattro campionati del mondo, dal 1958 al 1970, il primo giocatore al mondo a giocare 20 partite ai mondiali (21 in tutto) e il primo a segnare in quattro edizioni dei mondiali (battendo Pelé di pochi minuti).
Con la maglia dell'Amburgo ha segnato 404 reti in 476 partite di campionato, fra cui 137 reti in 269 partite di Bundesliga (creata nel 1963); con la nazionale ha invece messo a segno 44 gol in 72 incontri. È stato inoltre il più giovane giocatore ad aver debuttato con la nazionale maggiore tedesca, primato tuttora imbattuto.

### Presidente
Dall'ottobre del 1995 al giugno 1998 è stato presidente dell'Amburgo, società in cui aveva militato per un ventennio.

## Statistiche
Complessivamente, tra club e nazionale Seeler ha segnato 550 gol in 664 incontri ufficiali, con una media di 0,83 reti a partita.

### Presenze e reti nei club
| Stagione        | Squadra         | Campionato      | Campionato | Campionato | Coppe nazionali | Coppe nazionali | Coppe nazionali | Coppe continentali | Coppe continentali | Coppe continentali | Totale | Totale |
| Stagione        | Squadra         | Comp            | Pres       | Reti       | Comp            | Pres            | Reti            | Comp               | Pres               | Reti               | Pres   | Reti   |
| --------------- | --------------- | --------------- | ---------- | ---------- | --------------- | --------------- | --------------- | ------------------ | ------------------ | ------------------ | ------ | ------ |
| 1954-1955       | Amburgo         | OL-N            | 26+5       | 28+1       | CG              | 1               | 2               | -                  | -                  | -                  | 32     | 31     |
| 1955-1956       | Amburgo         | OL-N            | 29+5       | 32+4       | CG              | 2               | 2               | -                  | -                  | -                  | 36     | 38     |
| 1956-1957       | Amburgo         | OL-N            | 26+4       | 31+2       | CG              | 1               | 0               | -                  | -                  | -                  | 31     | 33     |
| 1957-1958       | Amburgo         | OL-N            | 24+4       | 22+2       | CG              | -               | -               | -                  | -                  | -                  | 28     | 24     |
| 1958-1959       | Amburgo         | OL-N            | 27+4       | 29+5       | CG              | 1               | 0               | -                  | -                  | -                  | 32     | 34     |
| 1959-1960       | Amburgo         | OL-N            | 26+7       | 36+13      | CG              | 1               | 0               | -                  | -                  | -                  | 34     | 49     |
| 1960-1961       | Amburgo         | OL-N            | 23+6       | 29+8       | CG              | -               | -               | CC                 | 7                  | 5                  | 36     | 42     |
| 1961-1962       | Amburgo         | OL-N            | 28+2       | 28+4       | CG              | -               | -               | -                  | -                  | -                  | 30     | 32     |
| 1962-1963       | Amburgo         | OL-N            | 28+6       | 32+2       | CG              | 4               | 6               | -                  | -                  | -                  | 38     | 40     |
| 1963-1964       | Amburgo         | BL              | 30         | 30         | CG              | 2               | 2               | CdC                | 6                  | 5                  | 38     | 37     |
| 1964-1965       | Amburgo         | BL              | 19         | 14         | CG              | 1               | 1               | -                  | -                  | -                  | 20     | 15     |
| 1965-1966       | Amburgo         | BL              | 23         | 11         | CG              | 2               | 1               | -                  | -                  | -                  | 25     | 12     |
| 1966-1967       | Amburgo         | BL              | 23         | 10         | CG              | 5               | 3               | -                  | -                  | -                  | 28     | 13     |
| 1967-1968       | Amburgo         | BL              | 30         | 12         | CG              | 1               | 0               | CdC                | 9                  | 8                  | 40     | 20     |
| 1968-1969       | Amburgo         | BL              | 33         | 23         | CG              | 3               | 1               | CdF                | 4                  | 3                  | 40     | 27     |
| 1969-1970       | Amburgo         | BL              | 30         | 17         | CG              | 2               | 0               | -                  | -                  | -                  | 32     | 17     |
| 1970-1971       | Amburgo         | BL              | 25         | 9          | CG              | 2               | 3               | CdF                | 2                  | 0                  | 29     | 12     |
| 1971-1972       | Amburgo         | BL              | 26         | 11         | CG              | 4               | 3               | CU                 | 1                  | 0                  | 31     | 14     |
| Totale Amburgo  | Totale Amburgo  | Totale Amburgo  | 476+43     | 404+41     |                 | 32              | 24              |                    | 29                 | 21                 | 580    | 490    |
| 1977-1978       | Cork Celtic     | PD              | 1          | 2          | -               | -               | -               | -                  | -                  | -                  | 1      | 2      |
| Totale carriera | Totale carriera | Totale carriera | 520        | 447        |                 | 32              | 24              |                    | 29                 | 21                 | 581    | 492    |

### Cronologia presenze e reti in nazionale
| Cronologia completa delle presenze e delle reti in nazionale ― Germania Ovest | Cronologia completa delle presenze e delle reti in nazionale ― Germania Ovest | Cronologia completa delle presenze e delle reti in nazionale ― Germania Ovest | Cronologia completa delle presenze e delle reti in nazionale ― Germania Ovest | Cronologia completa delle presenze e delle reti in nazionale ― Germania Ovest | Cronologia completa delle presenze e delle reti in nazionale ― Germania Ovest | Cronologia completa delle presenze e delle reti in nazionale ― Germania Ovest | Cronologia completa delle presenze e delle reti in nazionale ― Germania Ovest |
| Data                                                                          | Città                                                                         | In casa                                                                       | Risultato                                                                     | Ospiti                                                                        | Competizione                                                                  | Reti                                                                          | Note                                                                          |
| ----------------------------------------------------------------------------- | ----------------------------------------------------------------------------- | ----------------------------------------------------------------------------- | ----------------------------------------------------------------------------- | ----------------------------------------------------------------------------- | ----------------------------------------------------------------------------- | ----------------------------------------------------------------------------- | ----------------------------------------------------------------------------- |
| 16-10-1954                                                                    | Hannover                                                                      | Germania Ovest                                                                | 1 – 3                                                                         | Francia                                                                       | Amichevole                                                                    | -                                                                             |                                                                               |
| 1-12-1954                                                                     | Londra                                                                        | Inghilterra                                                                   | 3 – 1                                                                         | Germania Ovest                                                                | Amichevole                                                                    | -                                                                             |                                                                               |
| 30-3-1955                                                                     | Stoccarda                                                                     | Germania Ovest                                                                | 1 – 2                                                                         | Italia                                                                        | Amichevole                                                                    | -                                                                             |                                                                               |
| 14-3-1956                                                                     | Düsseldorf                                                                    | Germania Ovest                                                                | 1 – 2                                                                         | Paesi Bassi                                                                   | Amichevole                                                                    | -                                                                             |                                                                               |
| 8-6-1958                                                                      | Malmö                                                                         | Germania Ovest                                                                | 3 – 1                                                                         | Argentina                                                                     | Mondiali 1958 - 1º turno                                                      | 1                                                                             |                                                                               |
| 11-6-1958                                                                     | Helsingborg                                                                   | Germania Ovest                                                                | 2 – 2                                                                         | Cecoslovacchia                                                                | Mondiali 1958 - 1º turno                                                      | -                                                                             |                                                                               |
| 15-6-1958                                                                     | Malmö                                                                         | Germania Ovest                                                                | 2 – 2                                                                         | Irlanda del Nord                                                              | Mondiali 1958 - 1º turno                                                      | 1                                                                             |                                                                               |
| 19-6-1958                                                                     | Malmö                                                                         | Germania Ovest                                                                | 1 – 0                                                                         | Jugoslavia                                                                    | Mondiali 1958 - Quarti di finale                                              | -                                                                             |                                                                               |
| 24-6-1958                                                                     | Göteborg                                                                      | Svezia                                                                        | 3 – 1                                                                         | Germania Ovest                                                                | Mondiali 1958 - Semifinale                                                    | -                                                                             |                                                                               |
| 24-9-1958                                                                     | Copenaghen                                                                    | Danimarca                                                                     | 1 – 1                                                                         | Germania Ovest                                                                | Amichevole                                                                    | -                                                                             |                                                                               |
| 26-10-1958                                                                    | Parigi                                                                        | Francia                                                                       | 2 – 2                                                                         | Germania                                                                      | Amichevole                                                                    | 1                                                                             |                                                                               |
| 19-11-1958                                                                    | Berlino                                                                       | Germania Ovest                                                                | 2 – 2                                                                         | Austria                                                                       | Amichevole                                                                    | -                                                                             |                                                                               |
| 21-12-1958                                                                    | Amburgo                                                                       | Germania Ovest                                                                | 3 – 0                                                                         | Bulgaria                                                                      | Amichevole                                                                    | 2                                                                             |                                                                               |
| 6-5-1959                                                                      | Glasgow                                                                       | Scozia                                                                        | 3 – 2                                                                         | Germania Ovest                                                                | Amichevole                                                                    | 1                                                                             |                                                                               |
| 1-10-1959                                                                     | Berna                                                                         | Svizzera                                                                      | 0 – 4                                                                         | Germania Ovest                                                                | Amichevole                                                                    | -                                                                             |                                                                               |
| 21-10-1959                                                                    | Colonia                                                                       | Germania Ovest                                                                | 7 – 0                                                                         | Paesi Bassi                                                                   | Amichevole                                                                    | 3                                                                             |                                                                               |
| 8-11-1959                                                                     | Budapest                                                                      | Ungheria                                                                      | 4 – 3                                                                         | Germania Ovest                                                                | Amichevole                                                                    | 2                                                                             |                                                                               |
| 20-12-1959                                                                    | Hannover                                                                      | Germania Ovest                                                                | 1 – 1                                                                         | Jugoslavia                                                                    | Amichevole                                                                    | -                                                                             |                                                                               |
| 23-3-1960                                                                     | Stoccarda                                                                     | Germania Ovest                                                                | 2 – 1                                                                         | Cile                                                                          | Amichevole                                                                    | 1                                                                             |                                                                               |
| 27-4-1960                                                                     | Ludwigshafen                                                                  | Germania Ovest                                                                | 2 – 1                                                                         | Portogallo                                                                    | Amichevole                                                                    | 1                                                                             |                                                                               |
| 3-8-1960                                                                      | Reykjavík                                                                     | Islanda                                                                       | 0 – 5                                                                         | Germania Ovest                                                                | Amichevole                                                                    | 1                                                                             |                                                                               |
| 26-10-1960                                                                    | Belfast                                                                       | Irlanda del Nord                                                              | 3 – 4                                                                         | Germania Ovest                                                                | Qual. Mondiali 1962                                                           | 1                                                                             |                                                                               |
| 20-11-1960                                                                    | Atene                                                                         | Grecia                                                                        | 0 – 3                                                                         | Germania Ovest                                                                | Qual. Mondiali 1962                                                           | -                                                                             |                                                                               |
| 8-3-1961                                                                      | Francoforte sul Meno                                                          | Germania Ovest                                                                | 1 – 0                                                                         | Belgio                                                                        | Amichevole                                                                    | -                                                                             |                                                                               |
| 26-3-1961                                                                     | Santiago                                                                      | Cile                                                                          | 3 – 1                                                                         | Germania Ovest                                                                | Amichevole                                                                    | -                                                                             |                                                                               |
| 10-5-1961                                                                     | Berlino                                                                       | Germania Ovest                                                                | 2 – 1                                                                         | Irlanda del Nord                                                              | Qual. Mondiali 1962                                                           | -                                                                             |                                                                               |
| 20-9-1961                                                                     | Düsseldorf                                                                    | Germania Ovest                                                                | 5 – 1                                                                         | Danimarca                                                                     | Amichevole                                                                    | 3                                                                             | cap.                                                                          |
| 8-10-1961                                                                     | Varsavia                                                                      | Polonia                                                                       | 0 – 2                                                                         | Germania Ovest                                                                | Amichevole                                                                    | -                                                                             |                                                                               |
| 22-10-1961                                                                    | Amburgo                                                                       | Germania Ovest                                                                | 2 – 1                                                                         | Grecia                                                                        | Qual. Mondiali 1962                                                           | 2                                                                             |                                                                               |
| 11-4-1962                                                                     | Amburgo                                                                       | Germania Ovest                                                                | 3 – 0                                                                         | Uruguay                                                                       | Amichevole                                                                    | -                                                                             | cap.                                                                          |
| 31-5-1962                                                                     | Santiago                                                                      | Germania Ovest                                                                | 0 – 0                                                                         | Italia                                                                        | Mondiali 1962 - 1º turno                                                      | -                                                                             |                                                                               |
| 3-6-1962                                                                      | Santiago                                                                      | Germania Ovest                                                                | 2 – 1                                                                         | Svizzera                                                                      | Mondiali 1962 - 1º turno                                                      | 1                                                                             |                                                                               |
| 6-6-1962                                                                      | Santiago                                                                      | Germania Ovest                                                                | 2 – 0                                                                         | Cile                                                                          | Mondiali 1962 - 1º turno                                                      | 1                                                                             |                                                                               |
| 10-6-1962                                                                     | Santiago                                                                      | Jugoslavia                                                                    | 1 – 0                                                                         | Germania Ovest                                                                | Mondiali 1962 - Quarti di finale                                              | -                                                                             |                                                                               |
| 24-10-1962                                                                    | Stoccarda                                                                     | Germania Ovest                                                                | 2 – 2                                                                         | Francia                                                                       | Amichevole                                                                    | -                                                                             | cap.                                                                          |
| 23-12-1962                                                                    | Karlsruhe                                                                     | Germania Ovest                                                                | 5 – 1                                                                         | Svizzera                                                                      | Amichevole                                                                    | -                                                                             | cap.                                                                          |
| 5-5-1963                                                                      | Amburgo                                                                       | Germania Ovest                                                                | 1 – 2                                                                         | Brasile                                                                       | Amichevole                                                                    | -                                                                             | cap.                                                                          |
| 28-9-1963                                                                     | Francoforte sul Meno                                                          | Germania Ovest                                                                | 3 – 0                                                                         | Turchia                                                                       | Amichevole                                                                    | 3                                                                             | cap.                                                                          |
| 3-11-1963                                                                     | Stoccolma                                                                     | Svezia                                                                        | 2 – 1                                                                         | Germania Ovest                                                                | Amichevole                                                                    | -                                                                             | cap.                                                                          |
| 29-4-1964                                                                     | Ludwigshafen                                                                  | Germania Ovest                                                                | 3 – 4                                                                         | Cecoslovacchia                                                                | Amichevole                                                                    | 2                                                                             | cap.                                                                          |
| 12-5-1964                                                                     | Hannover                                                                      | Germania Ovest                                                                | 2 – 2                                                                         | Scozia                                                                        | Amichevole                                                                    | 2                                                                             | cap.                                                                          |
| 4-11-1964                                                                     | Berlino                                                                       | Germania Ovest                                                                | 1 – 1                                                                         | Svezia                                                                        | Qual. Mondiali 1966                                                           | -                                                                             | cap.                                                                          |
| 26-9-1965                                                                     | Stoccolma                                                                     | Svezia                                                                        | 1 – 2                                                                         | Germania Ovest                                                                | Qual. Mondiali 1966                                                           | 1                                                                             | cap.                                                                          |
| 23-3-1966                                                                     | Rotterdam                                                                     | Paesi Bassi                                                                   | 2 – 4                                                                         | Germania Ovest                                                                | Amichevole                                                                    | 1                                                                             | cap.                                                                          |
| 4-5-1966                                                                      | Dublino                                                                       | Irlanda                                                                       | 0 – 4                                                                         | Germania Ovest                                                                | Amichevole                                                                    | -                                                                             | cap.                                                                          |
| 7-5-1966                                                                      | Belfast                                                                       | Irlanda del Nord                                                              | 0 – 2                                                                         | Germania Ovest                                                                | Amichevole                                                                    | 1                                                                             | cap.                                                                          |
| 1-6-1966                                                                      | Ludwigshafen                                                                  | Germania Ovest                                                                | 1 – 0                                                                         | Romania                                                                       | Amichevole                                                                    | 1                                                                             | cap.                                                                          |
| 23-6-1966                                                                     | Hannover                                                                      | Germania Ovest                                                                | 2 – 0                                                                         | Jugoslavia                                                                    | Amichevole                                                                    | 1                                                                             | cap.                                                                          |
| 12-7-1966                                                                     | Sheffield                                                                     | Germania Ovest                                                                | 5 – 0                                                                         | Svizzera                                                                      | Mondiali 1966 - 1º turno                                                      | -                                                                             | cap.                                                                          |
| 16-7-1966                                                                     | Birmingham                                                                    | Germania Ovest                                                                | 0 – 0                                                                         | Argentina                                                                     | Mondiali 1966 - 1º turno                                                      | -                                                                             | cap.                                                                          |
| 20-7-1966                                                                     | Birmingham                                                                    | Germania Ovest                                                                | 2 – 1                                                                         | Spagna                                                                        | Mondiali 1966 - 1º turno                                                      | 1                                                                             | cap.                                                                          |
| 23-7-1966                                                                     | Sheffield                                                                     | Germania Ovest                                                                | 4 – 0                                                                         | Uruguay                                                                       | Mondiali 1966 - Quarti di finale                                              | 1                                                                             | cap.                                                                          |
| 25-7-1966                                                                     | Liverpool                                                                     | Germania Ovest                                                                | 2 – 1                                                                         | Unione Sovietica                                                              | Mondiali 1966 - Semifinale                                                    | -                                                                             | cap.                                                                          |
| 30-7-1966                                                                     | Londra                                                                        | Inghilterra                                                                   | 4 – 2 dts                                                                     | Germania Ovest                                                                | Mondiali 1966 - Finale                                                        | -                                                                             | cap.                                                                          |
| 19-11-1966                                                                    | Colonia                                                                       | Germania Ovest                                                                | 3 – 0                                                                         | Norvegia                                                                      | Amichevole                                                                    | 1                                                                             | cap.                                                                          |
| 27-9-1967                                                                     | Berlino                                                                       | Germania Ovest                                                                | 5 – 1                                                                         | Francia                                                                       | Amichevole                                                                    | -                                                                             | cap.                                                                          |
| 7-10-1967                                                                     | Amburgo                                                                       | Germania Ovest                                                                | 3 – 1                                                                         | Jugoslavia                                                                    | Qual. Euro 1968                                                               | 1                                                                             | cap.                                                                          |
| 22-11-1967                                                                    | Bucarest                                                                      | Romania                                                                       | 1 – 0                                                                         | Germania Ovest                                                                | Amichevole                                                                    | -                                                                             | cap.                                                                          |
| 17-4-1968                                                                     | Basilea                                                                       | Svizzera                                                                      | 0 – 0                                                                         | Germania Ovest                                                                | Amichevole                                                                    | -                                                                             | cap.                                                                          |
| 21-9-1969                                                                     | Vienna                                                                        | Austria                                                                       | 1 – 1                                                                         | Germania Ovest                                                                | Amichevole                                                                    | -                                                                             | cap.                                                                          |
| 24-9-1969                                                                     | Sofia                                                                         | Bulgaria                                                                      | 0 – 1                                                                         | Germania Ovest                                                                | Amichevole                                                                    | -                                                                             | cap.                                                                          |
| 22-10-1969                                                                    | Amburgo                                                                       | Germania Ovest                                                                | 3 – 2                                                                         | Scozia                                                                        | Qual. Mondiali 1970                                                           | -                                                                             | cap.                                                                          |
| 11-2-1970                                                                     | Siviglia                                                                      | Spagna                                                                        | 2 – 0                                                                         | Germania Ovest                                                                | Amichevole                                                                    | -                                                                             | cap.                                                                          |
| 9-5-1970                                                                      | Berlino                                                                       | Germania Ovest                                                                | 2 – 1                                                                         | Irlanda del Nord                                                              | Amichevole                                                                    | 1                                                                             | cap.                                                                          |
| 13-5-1970                                                                     | Hannover                                                                      | Germania Ovest                                                                | 1 – 0                                                                         | Jugoslavia                                                                    | Amichevole                                                                    | 1                                                                             | cap.                                                                          |
| 3-6-1970                                                                      | León                                                                          | Germania Ovest                                                                | 2 – 1                                                                         | Marocco                                                                       | Mondiali 1970 - 1º turno                                                      | 1                                                                             | cap.                                                                          |
| 7-6-1970                                                                      | León                                                                          | Germania Ovest                                                                | 5 – 2                                                                         | Bulgaria                                                                      | Mondiali 1970 - 1º turno                                                      | 1                                                                             | cap.                                                                          |
| 10-6-1970                                                                     | León                                                                          | Germania Ovest                                                                | 3 – 0                                                                         | Perù                                                                          | Mondiali 1970 - 1º turno                                                      | -                                                                             | cap.                                                                          |
| 14-6-1970                                                                     | León                                                                          | Germania Ovest                                                                | 3 – 2 dts                                                                     | Inghilterra                                                                   | Mondiali 1970 - Quarti di finale                                              | 1                                                                             | cap.                                                                          |
| 17-6-1970                                                                     | Città del Messico                                                             | Italia                                                                        | 4 – 3 dts                                                                     | Germania Ovest                                                                | Mondiali 1970 - Semifinale                                                    | -                                                                             | cap.                                                                          |
| 20-6-1970                                                                     | Città del Messico                                                             | Germania Ovest                                                                | 1 – 0                                                                         | Uruguay                                                                       | Mondiali 1970 - Finale 3º posto                                               | -                                                                             | cap.                                                                          |
| 9-9-1970                                                                      | Norimberga                                                                    | Germania Ovest                                                                | 3 – 1                                                                         | Ungheria                                                                      | Amichevole                                                                    | -                                                                             | cap.                                                                          |
| Totale                                                                        |                                                                               | Presenze                                                                      | 72                                                                            |                                                                               | Reti (7º posto)                                                               | 43                                                                            |                                                                               |

## Palmarès

### Club
- Campionato tedesco: 1

Amburgo: 1959-1960
- Coppa di Germania: 1

Amburgo: 1962-1963

### Individuale
- Calciatore tedesco-occidentale dell'anno: 3

1960, 1964, 1970
- Capocannoniere dell'Oberliga Nord: 7

1954-55 (28 gol), 1955-56 (32 gol), 1956-57 (31 gol), 1958-59 (29 gol), 1959-60 (36 gol), 1960-61 (29 gol), 1961-62 (28 gol)
- Capocannoniere della Bundesliga: 1

1963-64 (30 gol)
- Capocannoniere della Coppa delle Coppe: 1

1967-68 (8 gol)
- Capitano onorario della nazionale tedesca insieme a Fritz Walter, Franz Beckenbauer e Lothar Matthäus.